# Pfleg- und Landgericht Werfen

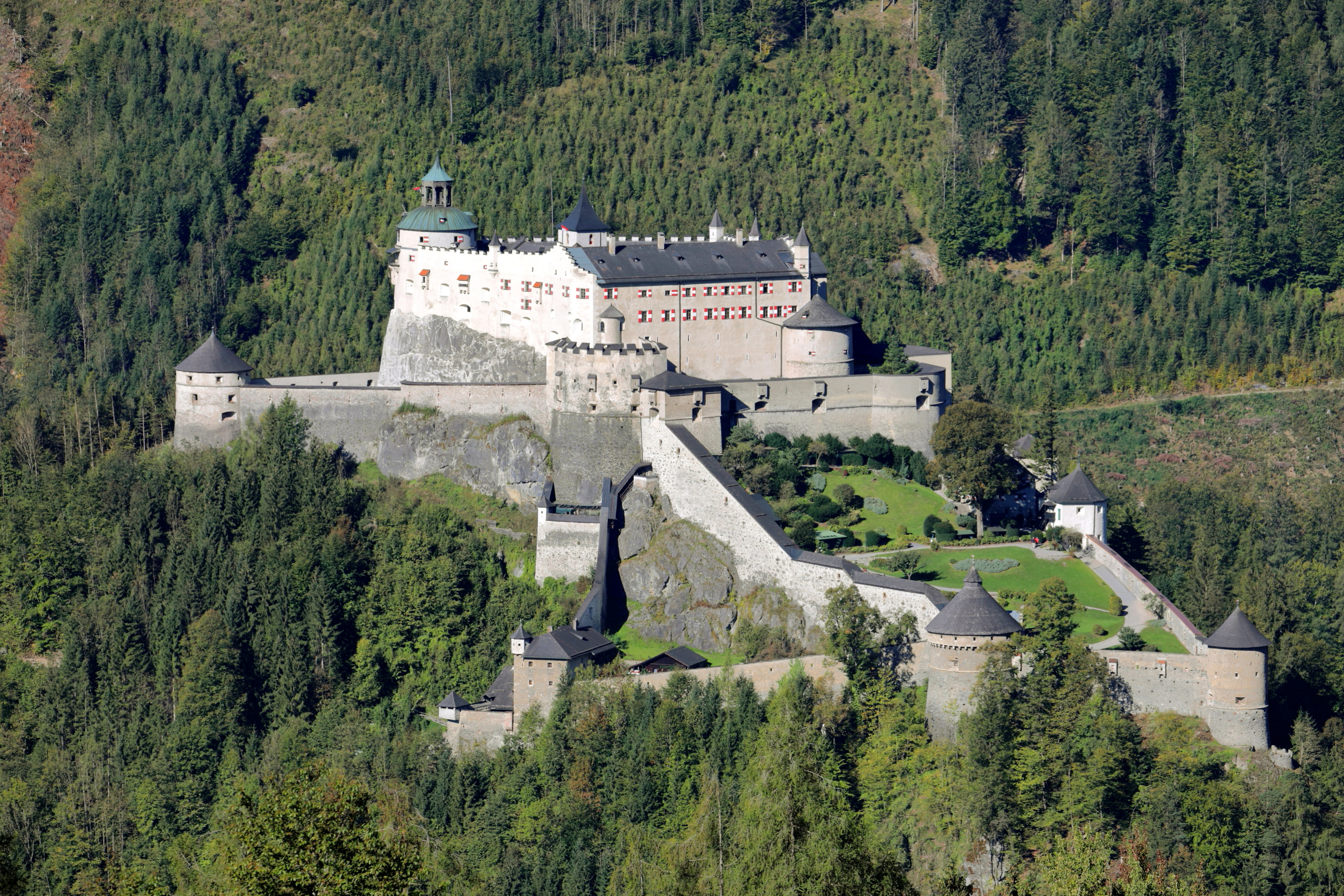
Ostsüdostansicht der Festung Hohenwerfen

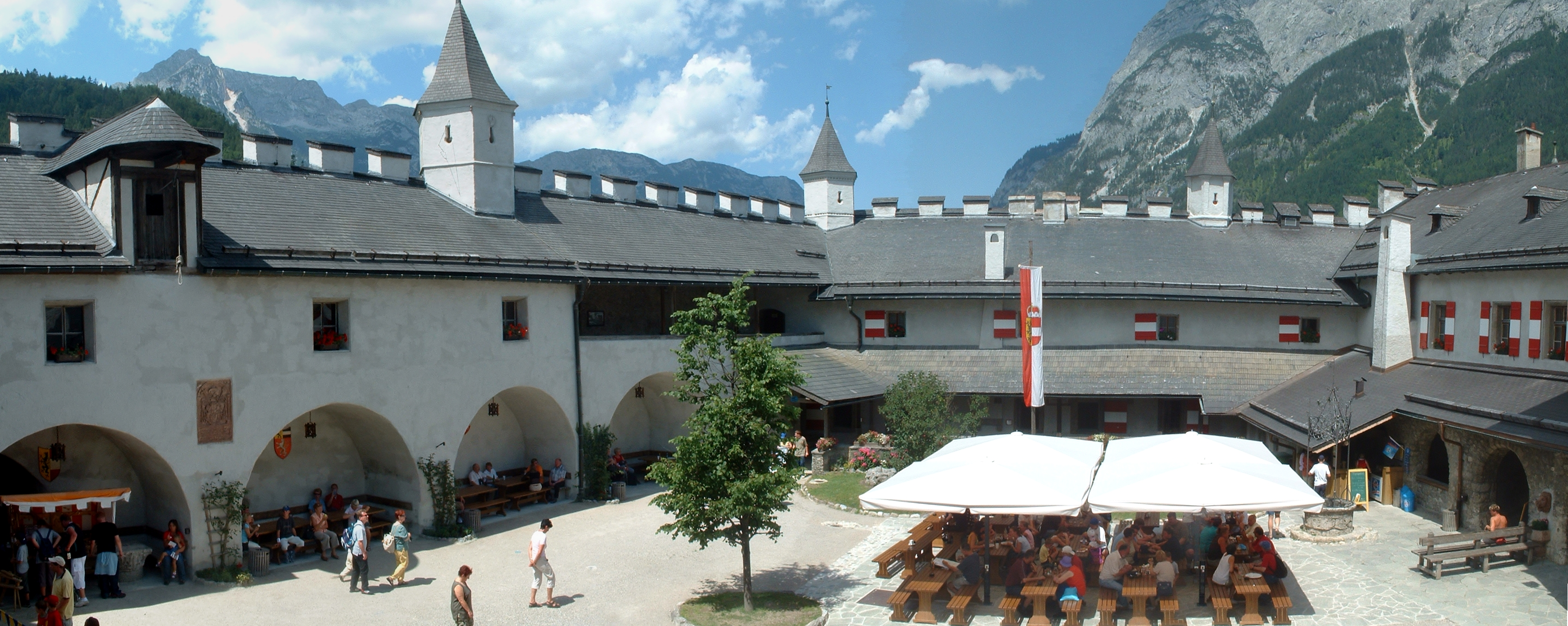
Der Innenhof der Burg

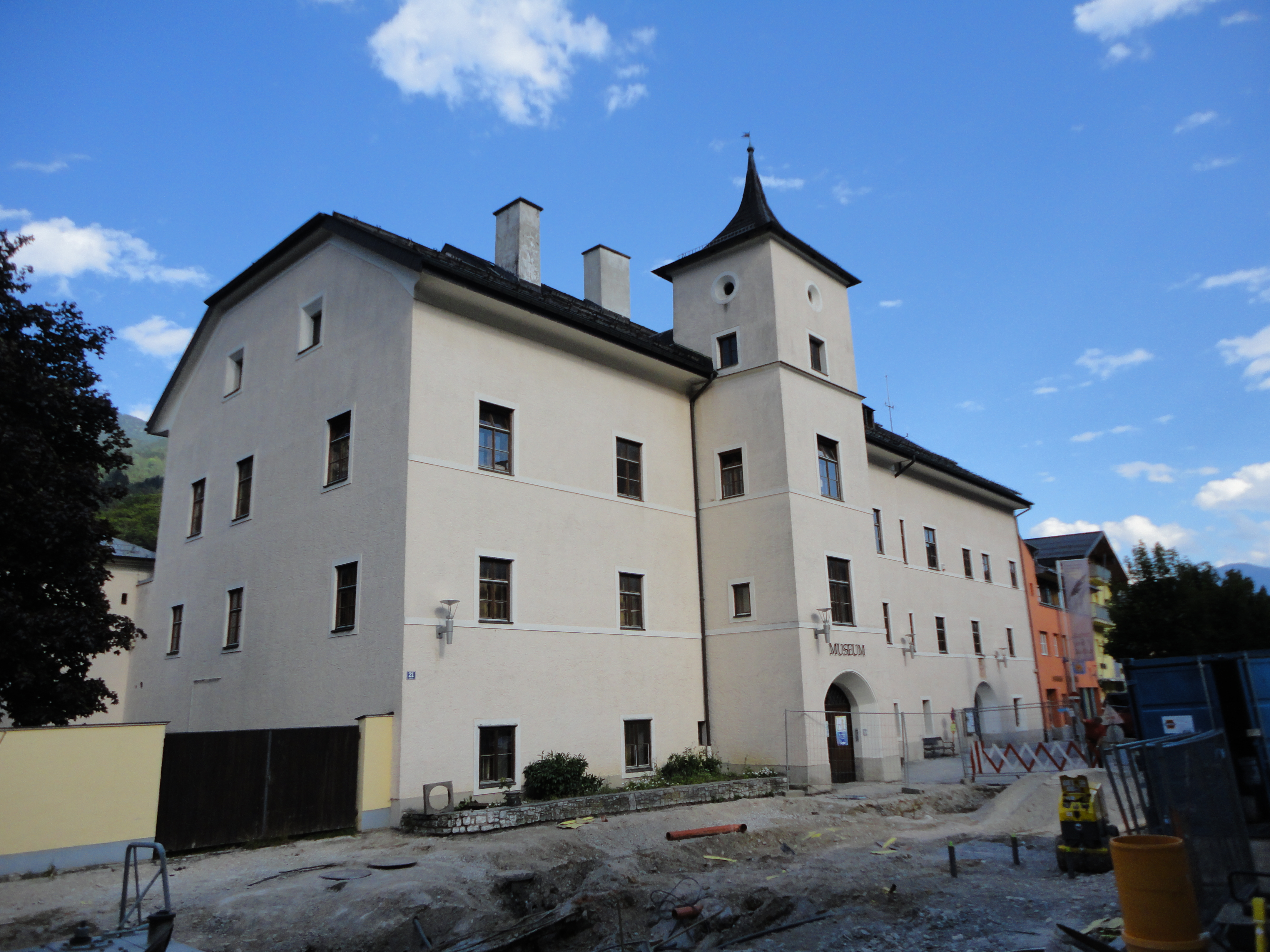
Gebäude des ehm. Pfleggerichts in Werfen

Das Pfleg- und Landgericht Werfen war eine Gerichts- und Verwaltungsbehörde des Erzstifts Salzburg und seiner Rechtsnachfolger. Sitz war Werfen im heutigen österreichischen Bundesland Salzburg.

## Geschichte
Der Bau der Festung Hohenwerfen wurde in den Jahren 1075 bis 1078 von Erzbischof Gebhard von Salzburg (1060–1088) initiiert. Hohenwerfen wurde bald Sitz eines Pfleg- und Landgerichts. 1672 wurde das Pfleg- und Landgericht Hohenwerfen nach dem Gericht Bischofshofen (Bischofshofen), dem Pfleg- und Landgericht Goldegg (Goldegg), dem Landgericht Großarl (Großarl), dem Pfleg- und Landgericht St. Johann (St. Johann im Pongau) und dem Pfleggericht Werfen aufgeteilt.
An der Spitze des Pflegamtes stand ein Pfleger, dem ein Landrichter nachgeordnet war. Wie fast im gesamten Heiligen Römischen Reich üblich war die Trennung der Rechtsprechung von der Verwaltung nicht umgesetzt. Die Ämter waren sowohl erstinstanzliche Gerichte als auch Verwaltungs-, Polizei- und Steuerbehörden.
1803 wurde das Erzstift Salzburg in ein säkularisiertes Kurfürstentum umgewandelt, die Pfleggerichte blieben bestehen. 1805 wurde Salzburg zusammen mit Berchtesgaden dem neuen Kaisertum Österreich zugeschlagen und 1810 wiederum an das Königreich Bayern angegliedert.  Im Jahr 1810 wurde das Landgericht Werfen, eine bayerische Verwaltungseinrichtung, geschaffen.
1816 kam das Gebiet mit dem Vertrag von München 1816 zu Österreich. Die Bezeichnung Pfleggericht wurde in Österreich noch bis zur Revolution 1848 verwendet. Der Gerichtsbezirk Werfen wurde gemeinsam mit 22 anderen Gerichtsbezirken in Salzburg durch einen Erlass des k.k. Oberlandesgerichtes Linz am 4. Juli 1850 geschaffen.